# Adair (Iowa)
Pour les articles homonymes, voir Adair.
Adair est une ville située dans les comtés comté d'Adair et de Guthrie, dans le centre de l'État de l'Iowa, aux États-Unis.

## Histoire

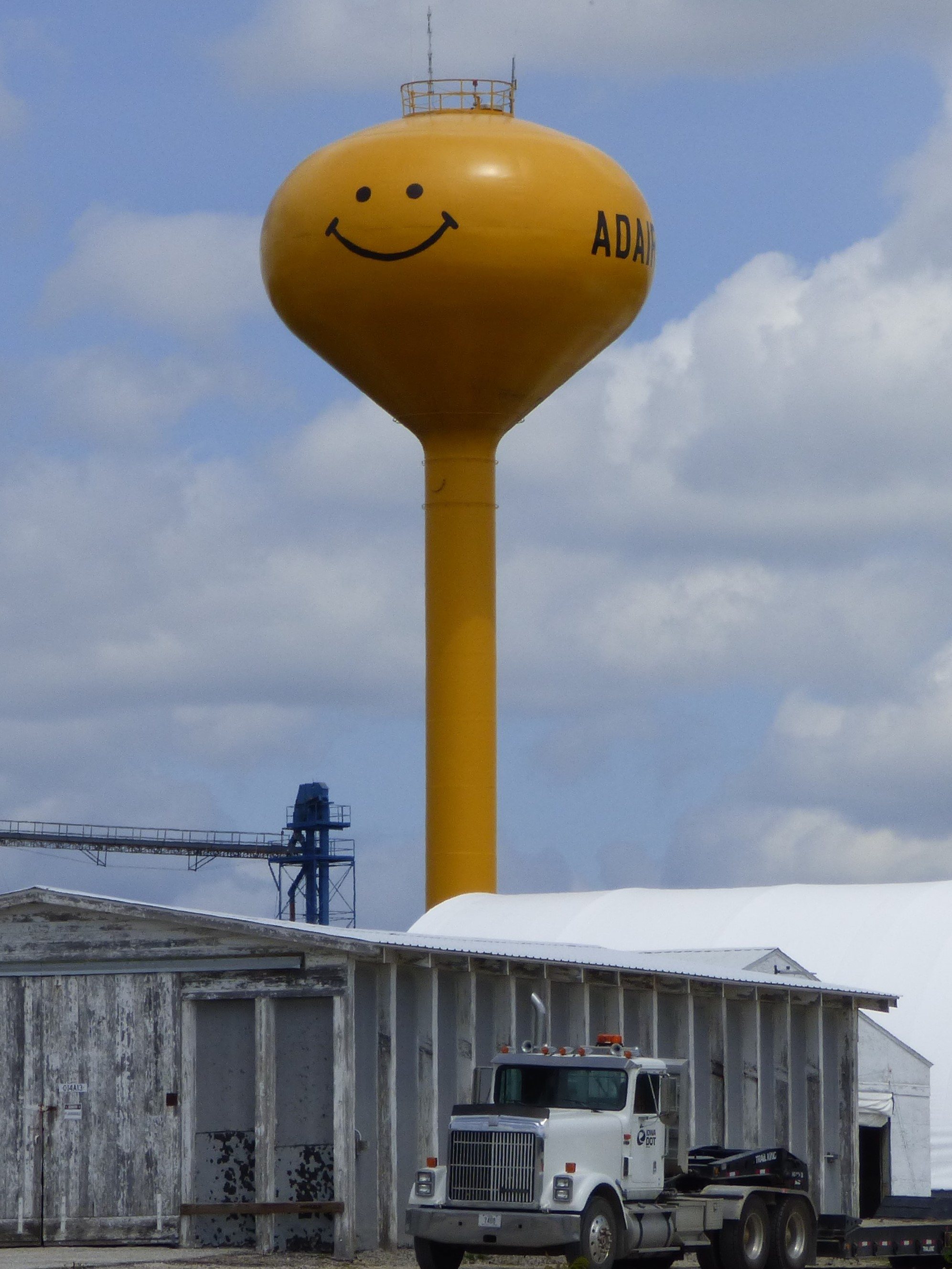
Le château d’eau d'Adair

La construction de ligne de chemin de fer Chicago, Rock Island and Pacific Railroad conduit au développement de la région en 1868. Cette zone était connue sous le nom de Summit Cut en référence à la crête qui marque le partage des eaux entre la rivière Missouri et le Mississippi. Le 20 août 1872, la ville est officiellement nommée Adair et incorporée dans le comté. La ville est nommée d'après le général et ancien gouverneur du Kentucky John Adair. 
Adair est le théâtre de la première attaque de train réussie dans l’Ouest américain lorsque le 21 juillet 1873, le Gang James-Younger (dirigée par Jesse James) dérobe 3 000 $ à la Rock Island Express après avoir fait dérailler ce dernier au sud-ouest de la ville. Le déraillement a tué l'ingénieur.
Une tornade F5 a eu lieu près de cette ville, le 27 juin 1953.
Adair est reconnaissable depuis l'autoroute Interstate 80 par son grand château d'eau jaune décoré d'un smiley. Cette tour sert de logo à de nombreuses entreprises locales.

## Géographie
Adair, située entre les comtés d'Adair et de Guthrie dans le centre de l'État de l'Iowa. Selon le Bureau du recensement des États-Unis, la ville a une superficie totale de 5,75 km2, dont 5,70 km2 de terre et 0,05 km2 d'étendue d'eau.

## Démographie
| Groupe                           | Adair | Iowa | États-Unis |
| -------------------------------- | ----- | ---- | ---------- |
| Blancs                           | 98,1  | 91,3 | 72,4       |
| Autres                           | 0,8   | 4,8  | 19,0       |
| Asiatiques                       | 0,5   | 1,7  | 4,8        |
| Métis                            | 0,5   | 1,8  | 2,9        |
| Amérindiens                      | 0,1   | 0,4  | 0,9        |
| Total                            | 100   | 100  | 100        |
|                                  |       |      |            |
| Hispaniques et Latino-Américains | 1,3   | 5,0  | 16,7       |

Au recensement de 2000, il y avait 839 personnes, 366 ménages, et 214 familles résidant dans la ville. La densité de population était 147,2 hab./km2. Il y avait 404 unités de logement. Sur 366 ménages, 29,5 % avaient des enfants de moins de 18 ans vivant au sein du foyer, 51,4 % étaient des couples mariés vivant ensemble. La pyramide des âges est ainsi constituée : 22,2 % de moins de 18 ans, 17,3 % de 18 à 24 ans, 24,3 % entre 25 et 44, 22,5 % de 45 à 64, et 13,7 % de 65 ans ou plus. L'âge médian était de 39 ans. Pour 100 femmes, il y avait 97 hommes. Le revenu médian par ménage est de 31 319 $. Environ 2,5 % des familles et 6,5 % de la population se trouve sous le seuil de pauvreté.
Au recensement de 2010, la ville compte 781 habitants, 361 ménages, et 208 familles. La densité de population est de 137,1 hab./km2. Il y a 403 unités de logements. Il y a 361 ménages, dont 24,9 % avaient des enfants de moins de 18 ans vivants au sein de ce dernier, 48,2 % sont des couples mariés vivants ensemble. 
La taille moyenne des ménages est de 2,16 et la taille moyenne de la famille est de 2,88. L'âge médian de la ville est de 41,9 ans. 23,2 % des habitants sont âgés de moins de 18 ans ; 7,3 % sont âgés de 18 et 24 ; 24,8 % de 25 à 44 ans ; 26,9 % de 45 à 64 ans et 17,8 % sont âgés de 65 ans ou plus. La répartition par sexe de la ville est de 49,0 % d'hommes et 51,0 % de femmes.